# Bancroft (Iowa)
Pour les articles homonymes, voir Bancroft.
La ville de Bancroft est une localité du comté de Kossuth, situé dans l’Iowa, aux États-Unis. Elle comptait 808 habitants lors du recensement de 2000.

## Démographie
Selon le recensement de 2000, il y avait 808 habitants, 339 ménages et 208 familles résidant dans la ville. La densité de population était de 557,7 habitants par km2. La composition raciale était composée à 99,50 % de blancs.